# Weiße Gorgonie
Eunicella singularis, die Weiße Gorgonie, ist eine koloniale Weichkoralle aus der Familie Eunicellidae. Sie ist von den etwa 20 im Mittelmeer vorkommenden Gorgonienarten eine der am häufigsten anzutreffenden und die einzige mediterrane Gorgonie, die, wie die meisten Steinkorallen, symbiontische Algen besitzt. Die Erstbeschreibung erfolgte 1791 durch Eugen Johann Christoph Esper.

## Verbreitungsgebiet und Lebensraum
E. singularis ist vorwiegend im westlichen Mittelmeer und in der Adria verbreitet, vereinzelt aber auch im östlichen Mittelmeer vorzufinden. Sie kommt im Sublitoral meist in Tiefen von 10 bis 70 Metern, teilweise auch in Tiefen bis über 100 Meter vor und gehört zum Benthos, der Lebensgemeinschaft des Meeresbodens. Hier siedelt sie sich bevorzugt auf hartem, steinigem Untergrund an.
In ihrem Ökosystem übernimmt E. singularis eine wichtige Rolle als „ecosystem engineer“, da sie durch ihre Morphologie strukturgebend ist und damit vielen anderen Arten Schutz und Lebensraum bietet, also Mikrohabitate bildet, weshalb sie verhältnismäßig viel zur Biomasse und Biodiversität des Benthos beiträgt. Zudem fungiert sie als Bindeglied zwischen Plankton und Benthos.

## Morphologie
E. singularis weist die typisch verzweigte Wuchsform der Gorgoniidae auf, gehört dabei allerdings zu den Arten mit sehr wenigen Verästelungen. Im Mittelmeer ist sie die Gorgonie mit den längsten und dicksten Ästen, den wenigsten Verästelungen und dem größten Verhältnis von Höhe zu Breite, das heißt, sie wächst mehr in die Höhe (bis etwa 70 cm) als in die Breite. Bei näherer Betrachtung der Morphologie muss die phänotypische Plastizität, die vor allem bei Gorgonien und vielen anderen Korallenarten stark ausgeprägt ist, beachtet werden, da Kolonien aus geringen und größeren Tiefen einige Unterschiede aufweisen. Dabei ist noch nicht ganz geklärt, ob es sich um intraspezifische Variation oder um verschiedene Unterarten von E. singularis handelt. Meist wird von einem flachen und einem tiefen Morphotypen gesprochen. In geringen Tiefen bis etwa 35 bis 40 Metern sind die Kolonien Kandelaber-förmig und aufgrund der enthaltenen symbiontischen Algen grau-weiß. Die biegsamen, langen Primäräste stehen parallel zueinander nach oben zum Licht hin und weisen sehr wenige Verästelungen auf. In größeren Tiefen ab etwa 40 Metern weisen die Kolonien eine variablere Morphologie auf, sie haben kürzere Primäräste, mehr Verästelungen und eine hellweiße Farbe aufgrund der fehlenden Symbionten.
Die Ausprägung der verschiedenen Morphotypen stellt eine Anpassung von sessilen Organismen an unterschiedliche Umweltbedingungen dar, die für E. singularis besonders mit der Tiefe variieren. Die wichtigsten Aspekte sind hier Lichtverhältnisse und Hydrodynamik. Die symbiontischen Algen benötigen für ihre Photosynthese genügend Licht, was ab etwa 40 Metern jedoch nicht mehr vorhanden ist, demnach besitzt der tiefe Morphotyp keine Symbionten mehr. Der flache Morphotyp ist an stärkere Wasserströmungen angepasst, die zum Beispiel durch Stürme verursacht werden können. Sie weisen aufgrund ihrer wenig verästelten Form einen geringeren Wasserwiderstand auf, weswegen das Risiko, von Strömungen mitgerissen zu werden, geringer ist. Zudem können sich von Strömungen mitgetragene Algen und Ähnliches weniger gut in den Ästen verhaken. Neben der Wassertiefe variieren die Umweltbedingungen auch mit den verschiedenen Jahreszeiten. Im Sommer zieht die hohe Sonneneinstrahlung eine Schichtung der Wassersäule nach sich, eine Thermokline bildet sich aus. Unter dieser Thermokline sind Wassertemperatur, Strömung und Nährstoffangebot konstanter als darüber, wo die Kolonien höheren Temperaturen, stärkeren Strömungen und geringerem Nährstoffgehalt ausgesetzt sind.
Anhand der variierenden Umweltbedingungen lässt sich auch erklären, warum in geringeren Tiefen kleine und junge Kolonien dominieren, in größeren Tiefen dagegen größere und ältere mit regelmäßigerer Ausbreitung vorzufinden sind. Im Tiefen sind die Umweltbedingungen insgesamt stabiler, die Kolonien werden seltener gestört und können deshalb größer und älter werden. Die häufigen Störungen sowie die größere Konkurrenz durch schnell wachsende Algen beeinträchtigen das Wachstum von Kolonien im Flachen.

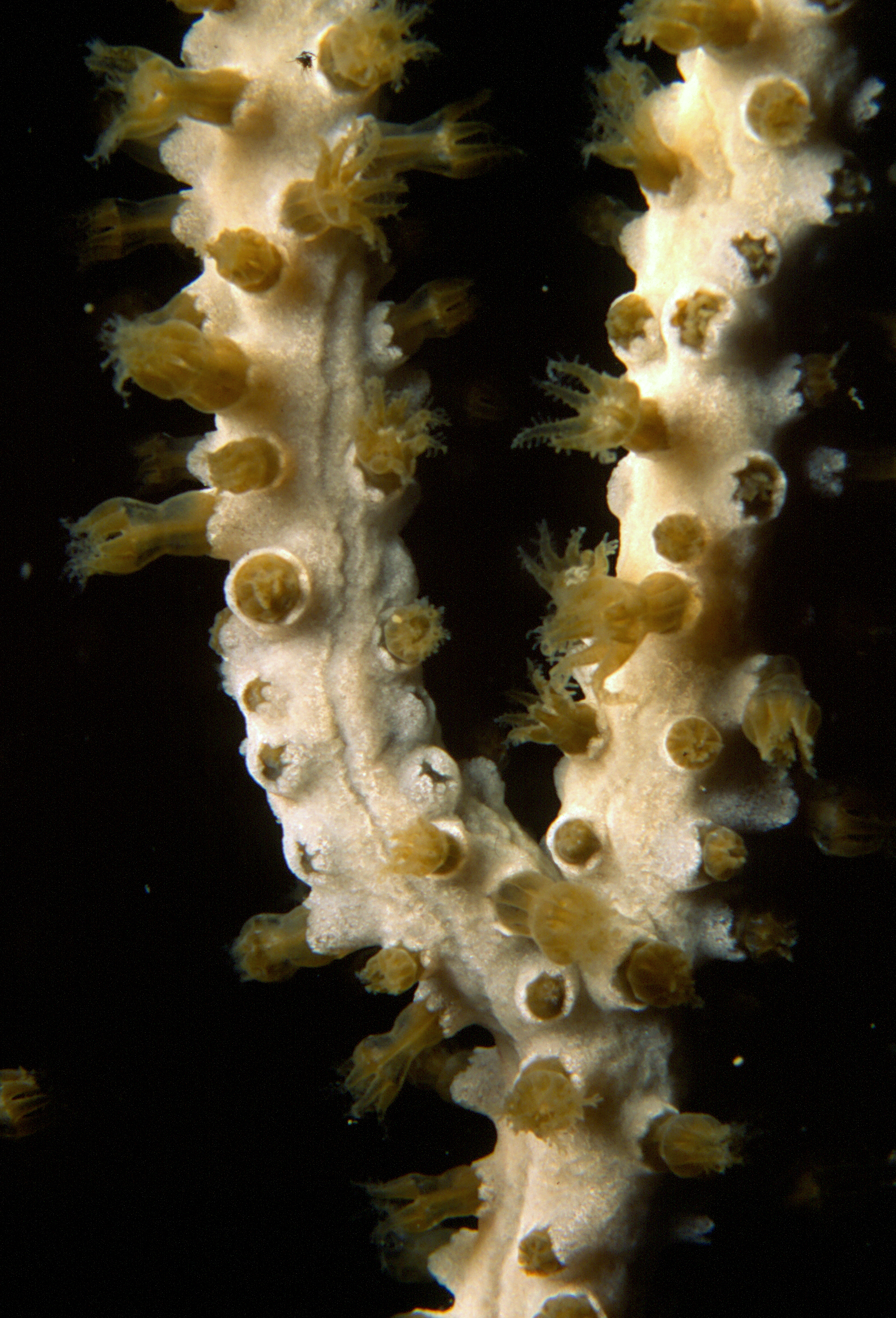
Polypen von Eunicella singularis

## Ernährungsweise
E. singularis kann sich sowohl autotroph als auch heterotroph ernähren. Wie die meisten Steinkorallen besitzen Kolonien in Tiefen bis zu etwa 40 Metern, wo noch genügend Licht vorhanden ist, einzellige Algen als Symbionten. Die sogenannten Zooxanthellen, bei denen es sich um Dinoflagellaten der Gattung Symbiodinium handelt, betreiben in der inneren Körperschicht der Gorgonie Photosynthese und versorgen sie somit mit den dabei assimilierten Stoffen. Neben dieser autotrophen Ernährungsweise kann sich E. singularis zusätzlich, oder auch ausschließlich heterotroph ernähren, indem die Polypen der Kolonie Nahrungspartikel wie beispielsweise Algen und Zooplankton aus dem Wasser filtern. Sie ist also nicht obligat symbiontisch, die Symbiontendichte nimmt mit zunehmender Tiefe ab. Vor allem in größeren Tiefen unter 40 Metern, wo es wegen zu schlechter Lichtverhältnisse zu energieaufwendig ist, Zooxanthellen zu besitzen, ist E. singularis auf die heterotrophe Ernährungsweise angewiesen. Kolonien in geringeren Tiefen können den grundlegenden Metabolismus sowohl durch Heterotrophie als auch nur durch Autotrophie aufrechterhalten. Es wird vermutet, dass im Sommer durch die hohe Sonneneinstrahlung der Großteil des Metabolismus von Autotrophie angetrieben ist, während im Winter Heterotrophie für den Rückgang der Photosyntheseraten kompensiert. Insgesamt nehmen die Metabolismusraten im Sommer bei erhöhten Wassertemperaturen von 22 bis 24 °C ab, was eine Anpassung an die geringere Nährstoffverfügbarkeit aufgrund der Schichtung der Wassersäule, aber auch eine Reaktion auf temperaturbedingten Stress ist. Bei erhöhten Temperaturen ist die Photosynthese der Zooxanthellen beeinträchtigt, aber im Gegensatz zu Beobachtungen bei anderen tropischen und mediterranen Blumentieren, bei denen Heterotrophie generell den Metabolismus erhöht und während solcher Stressphasen aufrechterhält, wirkt Heterotrophie bei E. singularis scheinbar nicht als Puffer gegen temperaturbedingten Stress.

## Fortpflanzung und Lebenszyklus
Es gibt jedes Jahr eine Fortpflanzungsphase (Iteroparie) und die Kolonien von E. singularis sind getrenntgeschlechtlich (gonochor), das heißt, jede Kolonie ist entweder weiblich oder männlich und produziert demnach Eizellen oder Spermien. Zwittrigkeit (Hermaphroditismus) ist im Gegensatz zu vielen Steinkorallen untypisch für Gorgonien. Die Bildung der Eizellen (Oogenese) dauert etwa 13–17 Monate, beginnend im Februar bis Juni, im Folgejahr zwischen Ende Mai und Juli sind die relativ großen Eizellen in den weiblichen Polypen vollständig herangereift. Die Bildung der Spermien (Spermatogenese) dauert nur etwa fünf bis sechs Monate, die reifen Spermien werden Ende Mai bis Juni ins Meerwasser entlassen.
Dass Geschlechtszellen nur einmal im Jahr heranreifen, wurde bereits auch bei anderen Gorgonien aus gemäßigten Regionen beobachtet, bei tropischen Arten geschieht dies oft mehrere Male pro Jahr. Die starke saisonale Änderung von Nährstoffangebot in gemäßigten Regionen könnte dafür verantwortlich sein, da die Bildung der Geschlechtszellen (Gametogenese) vor allem von Temperatur und Nährstoffsituation abhängig ist. Deshalb wird bei E. singularis besonders im Januar bis Mai stark in die Entwicklung von Geschlechtszellen investiert. Der Zeitraum der Fortpflanzung im Sommer maximiert außerdem das Überleben der Nachkommen, da hier die Gefahr, Räubern zum Opfer zu fallen, geringer und mehr Untergrund zum Ansiedeln vorhanden ist, da das Algenwachstum zurückgeht.

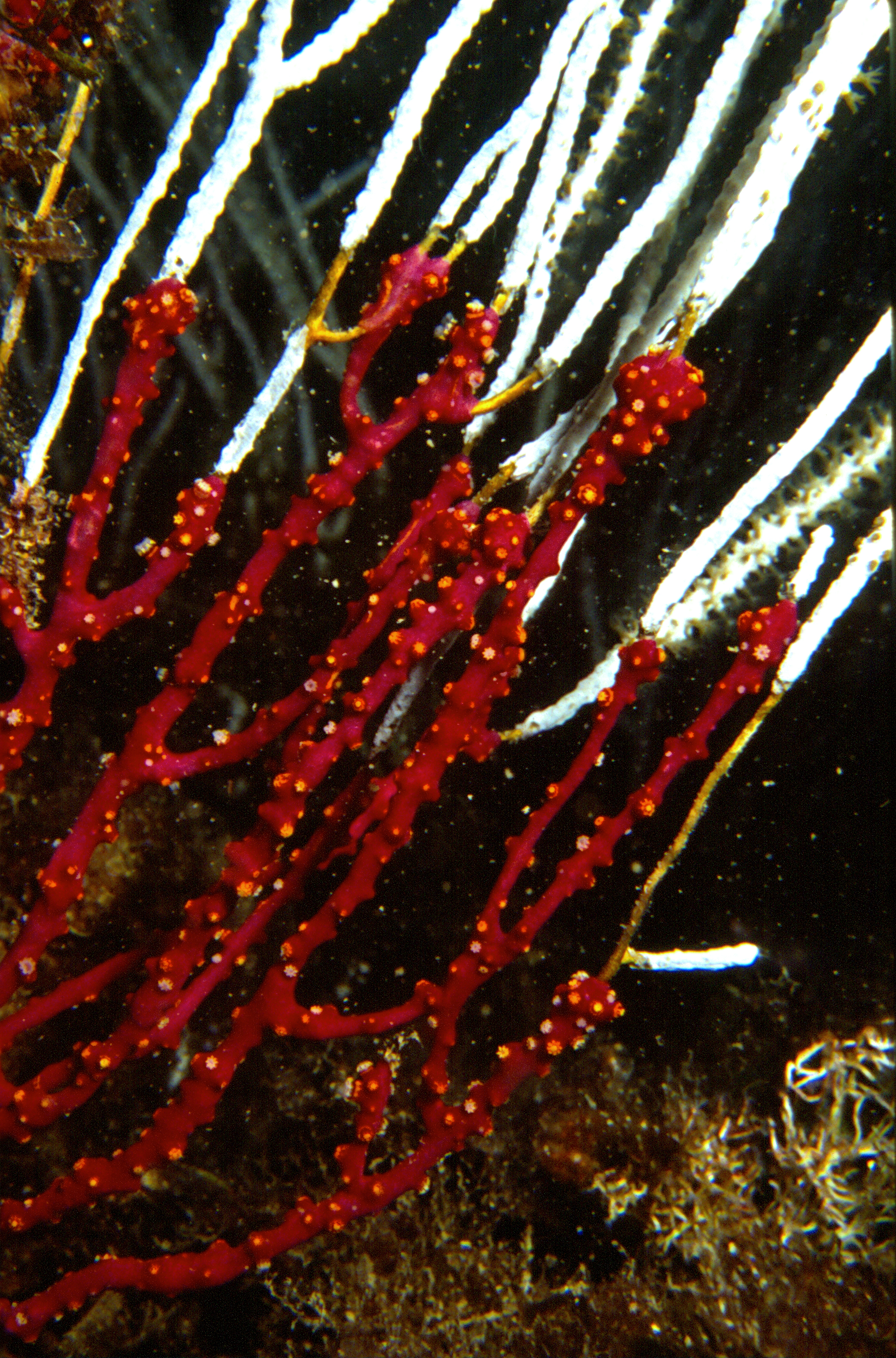
Eunicella singularis wird von Alcyonium coralloides überwachsen

Die Spermien gelangen durch die Mundöffnung ins Innere der weiblichen Polypen, wo die Befruchtung der dotterreichen, kugelförmigen, hellrosa Eizellen stattfindet. Nach holoblastischer Furchung der Zygote entwickeln sich die ebenfalls hellrosa gefärbten, wurm- bis birnenförmigen Planula-Larven, die wieder durch die Mundöffnung der weiblichen Polypen entlassen werden. Wenn die Mutterkolonie Zooxanthellen besitzt, werden diese direkt an das Entoderm der Planula-Larve übertragen. Die Larven sinken nun ab und können von Wasserströmungen weggetrieben werden, aber sich auch aktiv am Untergrund mit Cilien fortbewegen, um einen geeigneten Ort zum Ansiedeln zu finden. Dabei orientieren sie sich hauptsächlich an der Rauheit des Untergrunds sowie den Lichtverhältnissen, gut beleuchtete Standorte werden bevorzugt. Wurde nach mehreren Stunden bis Tagen ein geeigneter Ort gefunden, beginnt die Metamorphose von der Planula-Larve hin zum Primärpolypen, was etwa vier Tage dauert. Allerdings schafft nur ein Bruchteil der Larven die vollständige Metamorphose, da viele gefressen werden oder sich auf ungeeignetem Untergrund befinden. Und auch von den Primärpolypen überlebt nur etwa 1–2 %, da viele von Algen oder Sediment bedeckt werden. Der Primärpolyp vermehrt sich nun ungeschlechtlich, eine neue Kolonie wächst durch Knospung heran.
In der Fähigkeit zur Knospung ist auch die hohe potentielle Regenerationsfähigkeit von E. singularis begründet, da zwar einzelne Polypen sterben, aber auch wieder ersetzt werden können. Deshalb gilt Altern nicht wirklich als Todesursache, diese ist meist extern bedingt: Wenn lebendes Gewebe der Gorgonie beschädigt wird, zum Beispiel durch Räuber, Krankheiten oder mechanischen Einwirkungen, können sich auf dem freigelegten Skelett Aufsitzer-Organismen (Epibionten) wie Algen oder verschiedene Invertebraten wie Schnecken, Bryozoen oder auch andere Octocorallia ansiedeln, die dann das restliche lebende Gewebe der Gorgonie zurückdrängen und überwuchern. Zum Beispiel zerstört die Weichkoralle Alcyonium coralloides das Gewebe von E. singularis und wächst entlang ihrer Äste. Dadurch erhöht sich auch der Wasserwiderstand der Kolonie, weshalb sich die Gefahr, von Wasserströmungen weggespült zu werden, was allein auch häufig zum Tod von Gorgonien führt, erhöht. Man schätzt, dass E. singularis unter gegebenen Bedingungen ein Alter von 25 bis 30 Jahren erreicht.

## Gefährdung
So wie viele tropische Steinkorallen ist auch E. singularis stark durch den Klimawandel gefährdet, vor allem durch die damit verbundene Erwärmung der Ozeane. In den letzten Jahrzehnten sind mehrere Massensterbeereignisse von E. singularis dokumentiert worden (1999, 2003, 2008/09, 2015/16), die auf erhöhte Wassertemperaturen für einen zu langen Zeitraum, aber auch auf andere Stressfaktoren wie Krankheiten zurückzuführen sein könnten, welche sich in bereits geschwächten Populationen schneller ausbreiten können. Bereits bei Temperaturen ab 24 °C für mehrere Wochen stehen die Gorgonien unter Temperaturstress, was sich auf mehreren Ebenen negativ auswirkt. Zum einen ziehen sich die Polypen zurück, was die heterotrophe Nahrungszufuhr verringert, zudem verhindert eine Schichtung der Wassersäule das Upwelling von Nährstoffen und damit die Bildung von Zoo- und Phytoplankton, das von Polypen gefangen werden kann. Zum anderen sind die Zooxanthellen stark in ihrer Photosynthesefähigkeit eingeschränkt und es kommt zu Korallenbleiche, bei der die Symbionten ausgestoßen werden und somit die autotrophe Nahrungsquelle verloren geht. Durch Verringerung der Respirationsraten kann diesem Defizit für ein paar Wochen standgehalten werden, wenn aber die hohen Temperaturen zu lange anhalten und die Symbionten somit nicht wiederaufgenommen werden, kommt es schließlich zum Hungertod der Gorgonien. Populationen in geringeren Tiefen scheinen empfindlicher gegenüber hohen Temperaturen zu sein, vermutlich da sich Temperaturschwankungen hier öfter und stärker auswirken, oder auch durch den damit verbundenen oxidativen Stress, der durch die zusätzliche hohe Bestrahlungsstärke verursacht wird. Da die Bedingungen in größeren Tiefen stabiler sind und Kolonien von E. singularis hier meist keine Symbionten besitzen, scheinen sie resistenter zu sein.
Auch noch mehrere Jahre nach solchen Störungen sind Populationen in ihrer Erholung von solchen Massensterbeereignissen sowohl in geringen als auch in größeren Tiefen beeinträchtigt. Eine direkte Nachwirkung des Absterbens großer Teile einer Population ist das Überwuchern der freigewordenen Flächen durch dichte Rasen verschiedenen benthischer Algenarten, die schnell wachsen können. Sie erschweren die Wiederbesiedlung der Flächen durch Larven von E. singularis, da sie diesen den Platz wegnehmen. Zudem überwuchern sie geschwächte und junge Kolonien und stören damit ihr Wachstum, ähnlich wie bei tropischen Steinkorallen nach einer großen Korallenbleiche. Vor allem invasive Algenarten sind ein Problem, da diese im Gegensatz zu heimischen Arten das ganze Jahr über präsent bleiben.
Aufgrund der wichtigen Rolle von E. singularis als „ecosystem engineer“ können sich umweltbedingte Störungen leicht auf das ganze Ökosystem negativ auswirken und dessen Organisation und Funktion beeinträchtigen. Auf der Roten Liste gilt E. singularis im Moment noch nicht als gefährdet, aber steht kurz davor und der Populationstrend ist klar abnehmend. Der sich immer weiter verschärfenden Klimawandel könnte dafür sorgen, dass E. singularis bald noch stärker gefährdet ist.

## Medizinische Bedeutung
Viele Weichkorallen und insbesondere Gorgonien sind in den letzten Jahren immer mehr auch in den Fokus der Medizin und Pharmazie gerückt. Sie werden untersucht, um neue, natürliche Wirkstoffe zu finden, die für den Menschen verträglicher sind und weniger Nebenwirkungen als synthetisch hergestellte Wirkstoffe haben. Die Gattung Eunicella ist bekannt dafür, pharmakologisch interessante Wirkstoffe mit antiproliferativen und antibakteriellen Effekten zu besitzen. In diesem Zusammenhang wurde auch E. singularis auf Stoffe untersucht, die potentiell entzündungs- und schmerzhemmend sowie gut für den Magen sein könnten. In einigen Untersuchungen wurde bereits experimentell nachgewiesen, dass aus E. singularis extrahierte Ethanolfraktionen und darin enthaltene Diterpenoide und Sterole die gewünschten positiven Effekte liefern könnten.